# Финикс Сити (Алабама)
Финикс Сити (енгл. Phenix City) град је у америчкој савезној држави Алабама. По попису становништва из 2010. у њему је живело 32.822 становника.

## Демографија
Према попису становништва из 2010. у граду је живело 32.822 становника, што је 4.557 (16,1%) становника више него 2000. године.
| Група             | 2000.          | 2010.          |
| Белци             | 14.788 (52,3%) | 15.391 (46,9%) |
| Афроамериканци    | 12.710 (45,0%) | 15.285 (46,6%) |
| Азијати           | 149 (0,5%)     | 220 (0,7%)     |
| Хиспаноамериканци | 421 (1,5%)     | 1.316 (4,0%)   |
| Укупно            | 28.265         | 32.822         |